# Stanisław Giżycki (prawnik)
Stanisław Giżycki (ur. 6 maja 1869, zm. 18 marca 1952) – polski prokurator, sędzia.

## Życiorys
Urodził się 6 maja 1869.
Po odzyskaniu przez Polskę niepodległości był prokuratorem przy Sądu Okręgowego w Suwałkach. W okresie II Rzeczypospolitej był sędzią sądów apelacyjnych oraz Sądu Najwyższego. W wyborach parlamentarnych w Polsce w 1930, 1935, 1938 pełnił funkcję generalnego komisarza wyborczego. Był przewodniczącym Państwowej Komisji Wyborczej.
Zmarł 18 marca 1952. Został pochowany w grobowcu rodzinnym na cmentarzu Powązkowskim w Warszawie (kwatera 144-3-29).
Jego żoną była Maria z domu Celar (1887–1935). Ich synem był Włodzimierz Giżycki (ur. 1915), inżynier, który poległ jako cywilna ofiara w trzecim dniu powstania warszawskiego 3 sierpnia 1944.

## Ordery i odznaczenia
- Krzyż Komandorski Orderu Odrodzenia Polski (2 maja 1923)[11][12]
- Złoty Krzyż Zasługi (9 listopada 1932)[13]